# Indira Gandhi National Open University
L'Indira Gandhi National Open University (in hindī इंदिरा गांधी राष्ट्रीय मुक्त विश्वविद्यालय, Iṃdirā Gāṃdhī Rāṣṭrīya Mukta Viśvavidyālaya) o brevemente IGNOU è un'università nazionale per la formazione a distanza con sede nella città di New Delhi.

## Storia
Intitolata all'ex primo ministro Indira Gandhi, venne fondata nel 1985 con un budget di 20 milioni di rupie indiane, assegnatole dal Parlamento dell'India con l'Indira Gandhi National Open University Act, 1985 (IGNOU Act 1985). L'IGNOU è gestita dal governo centrale indiano.